# Arvid Noe
Arvid Darre Noe, właśc. Arne Vidar Røed (ur. 23 lipca 1946, zm. 24 kwietnia 1976) – norweski marynarz i kierowca ciężarówki. Uznany został za jeden z pierwszych potwierdzonych przypadków zakażenia HIV, jest pierwszym udokumentowanym przypadkiem zakażenia HIV w Europie, chociaż w chwili jego śmierci choroba nie została zidentyfikowana. Wirus został też przeniesiony na jego żonę i najmłodszą córkę, wskutek czego obie zmarły. Było to pierwsze udokumentowane skupisko zachorowań na AIDS przed epidemią AIDS na początku lat 80. Aby ukryć tożsamość Røeda, naukowcy zajmujący się jego sprawą używali anagramu „Arvid Darre Noe” lub określenia „norwegian sailor” (norweski marynarz). Jego prawdziwe nazwisko stało się znane dopiero po jego śmierci.

## Choroba i śmierć
Røed rozpoczął pracę jako marynarz w 1961 roku w wieku 15 lat. Dziennikarz Edward Hooper ustalił, że Afrykę odwiedził dwukrotnie, po raz pierwszy na przełomie 1961 i 1962 roku, kiedy pracował na statku handlowym Hoegh Aronde, który płynął wzdłuż zachodniego wybrzeża Afryki  do miasta Douala w  Kamerunie. To tam zaraził się rzeżączką. W ciągu następnych kilku lat zawitał do wielu portów w Azji i Europie oraz  w Kanadzie i na Wyspach Karaibskich. Do Afryki udał się ponownie w 1964 roku.
W roku 1968 Røed nie był już marynarzem, a pracował jako kierowca ciężarówki podróżując po całej Europie. Od roku 1966 (w tym samym roku wystąpiły pierwsze objawy u Roberta Rayforda) Røed cierpiał na bóle stawów, zapalenie płuc i obrzęk limfatyczny. Jego stan ustabilizował się kiedy został poddany leczeniu, ale znacznie się pogorszył w 1975 roku. Miał spore problemy ze sprawnością motoryczną oraz cierpiał na demencję. Zmarł 24 kwietnia 1976 r. w wieku 29 lat. U jego żony wystąpiły podobne dolegliwości. Zmarła w grudniu. Mimo że dwoje ich starszych dzieci urodziło się niezainfekowanych, ich trzecie dziecko, córka, zmarła 4 stycznia 1976 roku, w wieku lat ośmiu. Była pierwszą udokumentowaną osobą, która zmarła na AIDS poza Stanami Zjednoczonymi. Røed, jego żona i córka zostali pochowani w Borre w Norwegii.

## Późniejsze badania
Około dziesięć lat po śmierci Røeda, dr Stig Frøland ze Szpitala Uniwersyteckiego w Oslo (Rikshospitalet) poddał badaniom próbki krwi Røeda, jego córki i żony. Otrzymał wynik dodatni na HIV. W oparciu o badania przeprowadzone po jego śmierci, uważa się, że Røed zaraził się wirusem HIV w Kamerunie na przełomie 1961 i 1962 roku, gdzie miał częste kontakty seksualne z wieloma afrykańskimi kobietami, w tym również z prostytutkami. Røed był zakażony szczepem |HIV-1 grupa O powszechnym w Kamerunie w początku lat 1960. Podczas pracy jako kierowca ciężarówki od 1968 do 1972 roku Røed odbywał stosunki płciowe z wieloma prostytutkami zarażając je wirusem HIV, a one z kolei przenosiły chorobę na innych klientów.